# Prefettura (Italia)

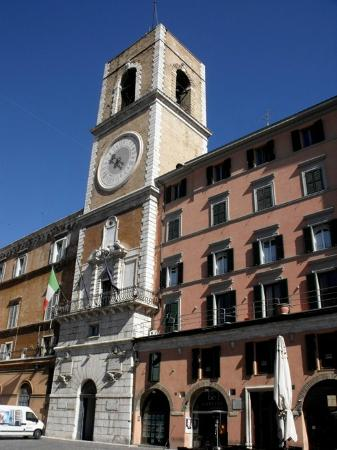
Sede della prefettura di Ancona

Una prefettura (dal 2004 anche Ufficio Territoriale del Governo)  è, in Italia, un organo periferico del Ministero dell'interno che ha funzioni di rappresentanza generale del governo sul territorio della provincia o della città metropolitana.
È retta da un prefetto che ha il compito generale di garantire l'esercizio coordinato dell'attività amministrativa degli uffici periferici dello Stato e vigilare sulle autorità amministrative operanti nella Provincia, oltre ad esercitare rilevanti funzioni proprie nel campo dell'ordine e sicurezza pubblica, dell'immigrazione, della protezione civile, dei rapporti con gli enti locali, della mediazione sociale e del sistema sanzionatorio amministrativo.

## Storia
L'organizzazione di tali organi ha subito negli anni vari cambiamenti; con la riforma Bassanini dell'organizzazione ai sensi dell'art. 11 d.lgs 30 luglio 1999, n. 300, la prefettura è stata trasformata in ufficio territoriale del governo, mantenendo tutte le funzioni di competenza e assumendone delle nuove.
Con il d.lgs 21 gennaio 2004 n. 29, che ha introdotto modifiche alla precedente organizzazione, ne ha sancito la denominazione formale di Prefettura - Ufficio territoriale del Governo.

## Organizzazione
Le prefetture sono così articolate:
- Prefetto: è il titolare della Prefettura - Ufficio Territoriale del Governo (UTG)
- Vicario del prefetto: è il viceprefetto anziano che normalmente coordina gli uffici della prefettura e che sostituisce il prefetto in caso di assenza o impedimento;
- Gabinetto del prefetto: è l'ufficio del personale sottoposto al prefetto, coordinato da un capo di gabinetto (che è un viceprefetto aggiunto o un viceprefetto a seconda delle dimensioni della sede);
- Area I: Ordine e sicurezza pubblica (diretta da un viceprefetto);
- Area II: Autonomie locali e affari elettorali (diretta da un viceprefetto);
- Area III: Sistema sanzionatorio amministrativo (diretta da un viceprefetto o da un viceprefetto aggiunto, si occupa dell'applicazione delle sanzioni amministrative, cioè delle sanzioni afflittive non aventi natura penale, soprattutto in ambito della circolazione stradale, degli assegni a vuoto, delle norme postali e delle telecomunicazioni);
- Area IV: Diritti civili e immigrazione (diretta da un viceprefetto o da un viceprefetto aggiunto, è l'area "sociale" delle Prefetture - UTG);
- Area V: Protezione civile (diretta da un viceprefetto o da un viceprefetto aggiunto);
- Servizio I: Affari economico-finanziari e contabilità (diretto da un dirigente amministrativo);
- Servizio II: Affari amministrativi e contrattuali (diretto da un dirigente amministrativo).

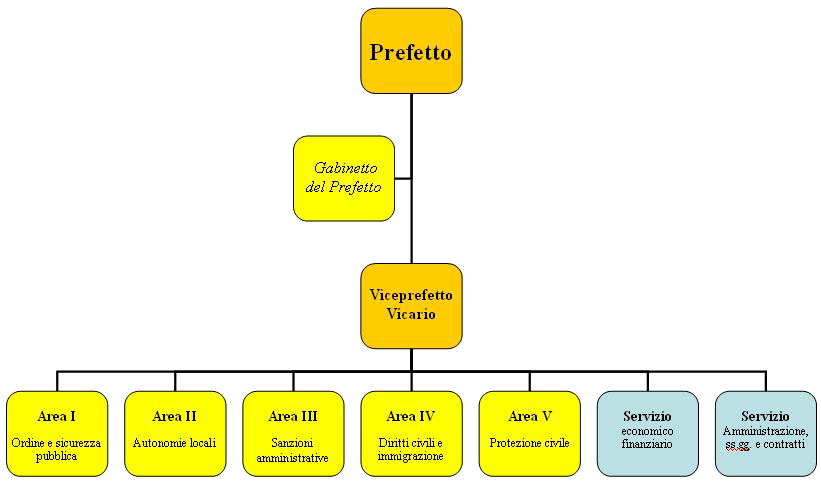
Organigramma "tipo" delle prefetture italiane - gli organi apicali sono in arancione, le "aree" in giallo e i "servizi" in celeste (aggiornata al D.M. 13.05.2014 del Ministro dell'Interno, Tabella 3)

Le prefetture italiane sono organizzate secondo un modello detto a matrice, che distingue unità organizzative di livello dirigenziale (cioè con rilevanza esterna e con capacità di "impegnare" esternamente la volontà dell'amministrazione) di line a destinatario esterno, di line a destinatario interno e di staff.
Le aree sono uffici di line, cioè unità organizzative i cui processi di competenza sono a prevalente destinatario esterno (si pensi alle attività sanzionatorie connesse all'applicazione del codice della strada, o ai permessi di circolazione in deroga, alle requisizioni e alle confische, alle ordinanze di necessità, alla gestione delle emergenze di soccorso pubblico e protezione civile o ancora alle concessioni di cittadinanza, ai mutamenti del nome e ai numerosi procedimenti concessori e autorizzatori in materia di polizia amministrativa).
I servizi sono uffici, anch'essi di line, ma trasversali all'intera struttura della prefettura, i cui processi di competenza sono a prevalente destinatario interno (si pensi al pagamento degli stipendi, alla gestione contabile, alla gestione degli immobili e all'amministrazione del personale).
Il gabinetto del prefetto è ufficio di supporto (o di staff), poiché si pone in diretta collaborazione con il titolare della prefettura e lo assiste nell'esercizio delle funzioni sue proprie (troppo articolate e complesse per essere esercitate senza assistenza di alto livello).
Il modello è flessibile: nelle sedi più piccole le aree sono accorpate (di solito la IV confluisce della II e la V nella I, ma vi sono eccezioni); nelle sedi più grandi le aree sono sdoppiate (vi sono quindi un'Area I e un'Area I-bis, ecc.); inoltre, i due servizi amministrativi sono accorpati, in 80 sedi su 103, in un unico ufficio (detto SEF, Servizio economico-finanziario).

## Funzioni e competenze

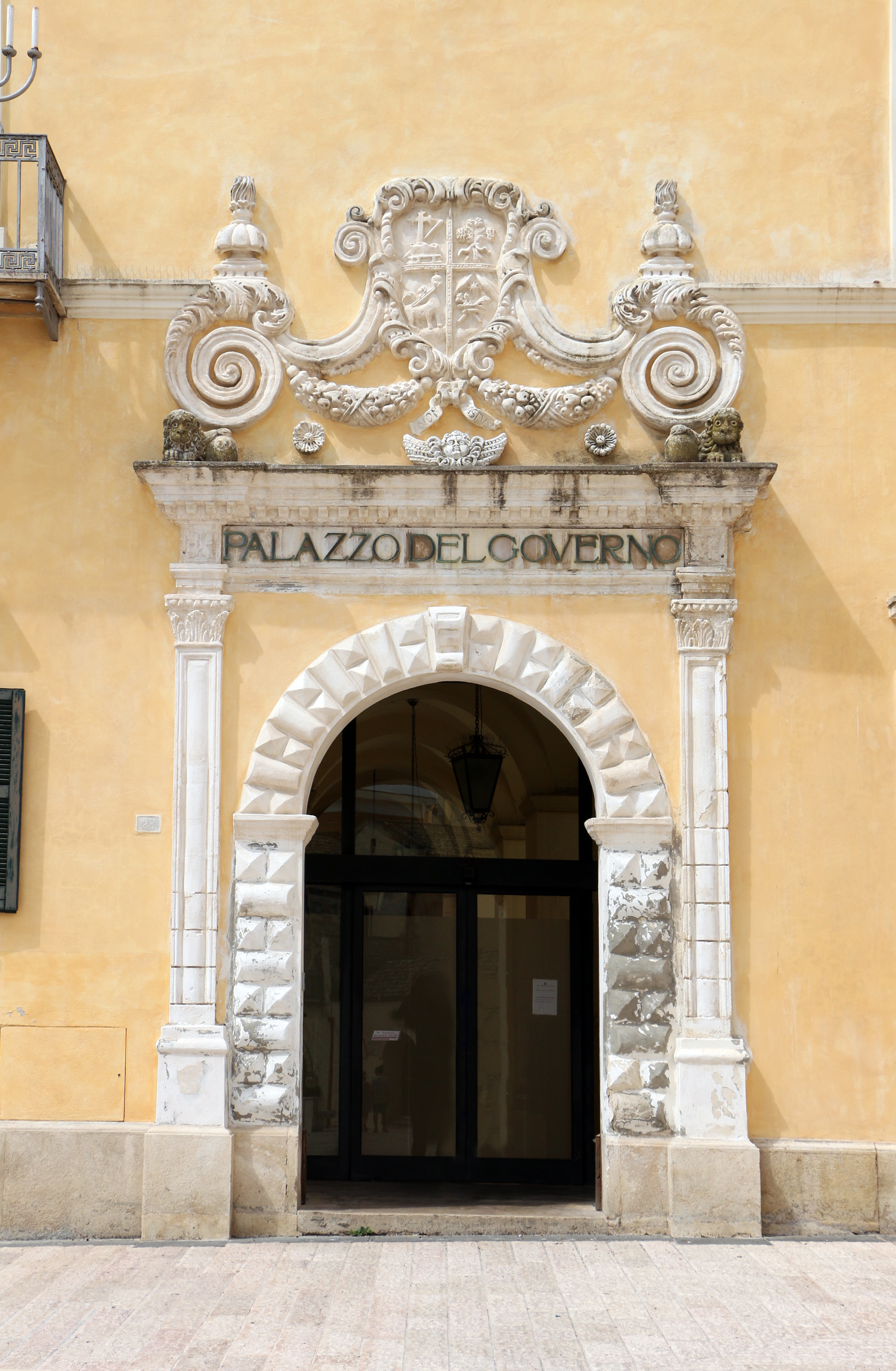
Ingresso della Prefettura a Matera

Il Prefetto del capoluogo di regione è rappresentante dello Stato per i rapporti con il sistema delle autonomie locali (art. 10 della legge 5 giugno 2003 n. 131).
In questo caso, è coadiuvato da una conferenza permanente, che presiede, composta anche dai dirigenti regionali delle strutture periferiche regionali dello Stato.
In ambito provinciale, le Prefetture – Uffici territoriali del Governo svolgono un'azione propulsiva, di indirizzo, di mediazione sociale e di intervento, di consulenza e di collaborazione, anche rispetto agli enti locali, in tutti i campi del 'fare amministrazione', in esecuzione di norme o secondo prassi consolidate, promuovendo il processo di semplificazione delle stesse procedure amministrative.
I prefetti, titolari delle Prefetture - UTG, sono coadiuvati nelle nuove complesse funzioni da una Conferenza permanente (dPR 17.5.2001 n. 287), presieduta dai medesimi e composta dai responsabili delle strutture periferiche dello Stato. Tra le competenze amministrative attribuite alle prefetture, figurano le seguenti:
- anagrafe;
- rilascio certificazioni antimafia;
- attività di contrasto al racket e all'usura;
- cittadinanza;
- elezioni;
- immigrazione;
- accoglienza dei cittadini stranieri richiedenti asilo;
- rilascio di licenza di porto di armi in Italia;
- ordine pubblico e pubblica sicurezza (es. allerta maltempo ai comuni e province, in comunicazione con la Protezione Civile);
- nucleo operativo per le tossicodipendenze;
- patente di guida;[2]
- persone giuridiche;
- rilascio di licenze ed autorizzazioni per guardie giurate, istituti di vigilanza privata ed investigatori privati.

Inoltre, ai sensi dell'art. 26 del D.L. 113/2018, al Prefetto dovrà essere inviata, nei casi previsti, copia della Notifica Preliminare di cui all'art. 99 del D.Lgs. 81/2008 per ciò che concerne la gestione dei cantieri temporanei e mobili.

## Articolazione sul territorio

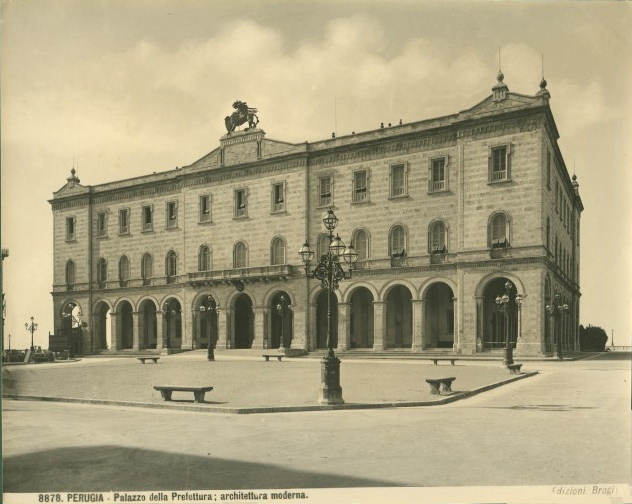
Palazzo della Prefettura di Perugia.

A fronte di 107 ambiti provinciali, sono presenti in Italia 103 prefetture-uffici territoriali del governo (UTG).
Le 4 eccezioni sono:
- la Valle d'Aosta, ove le funzioni prefettizie sono svolte dal Presidente della regione ai sensi del dlgs n. 545 del 7 settembre 1945 e dello Statuto speciale di autonomia; una Commissione di coordinamento, normalmente presieduta da un prefetto di carriera, svolge invece le funzioni di coordinamento con il Governo italiano.
- le province autonome di Trento e Bolzano, ove hanno invece sede dei commissariati del governo (che, peraltro, ne svolgono le funzioni e sono dirette da Prefetti, affiancati da altri dirigenti della carriera prefettizia e da funzionari e impiegati dell'amministrazione civile);
- le province della Sardegna, il cui territorio non corrisponde alla competenza delle prefetture, se non in parte essendoci quattro province (Sassari, Nuoro, Oristano, Sud Sardegna) e la città metropolitana di Cagliari, ma solo quattro Prefetture.

Inoltre, nella provincia di Trieste, presso la prefettura, ha sede il Commissariato del governo a tutela e garanzia degli accordi internazionali del trattato di pace con l'Italia firmato e ratificato nel 1947 e della Lettera d'Intento firmata a Londra nel 1954 dove avvenne l'estensione dell'amministrazione civile da parte del Governo militare delle potenze alleate ed associate, controllate dal Consiglio di sicurezza dell'ONU, alla cosiddetta zona A del Territorio Libero di Trieste.

## Dati relativi ai costi
L'intero sistema delle prefetture italiane costa annualmente circa mezzo miliardo di Euro (502,81 milioni di Euro previsti nel 2012, di cui l'80% in oneri di personale), pari allo 0,067% della Spesa annua dello Stato (749.043,30 milioni di Euro previsti nel 2012).